# Gmina Świnice Warckie
Die Gmina Świnice Warckie ist eine Landgemeinde im Powiat Łęczycki der Woiwodschaft Łódź in Polen. Sie hat etwa 3900 Einwohner und ihr Sitz ist das Dorf Świnice Warckie mit 650 Einwohnern.

## Geographie

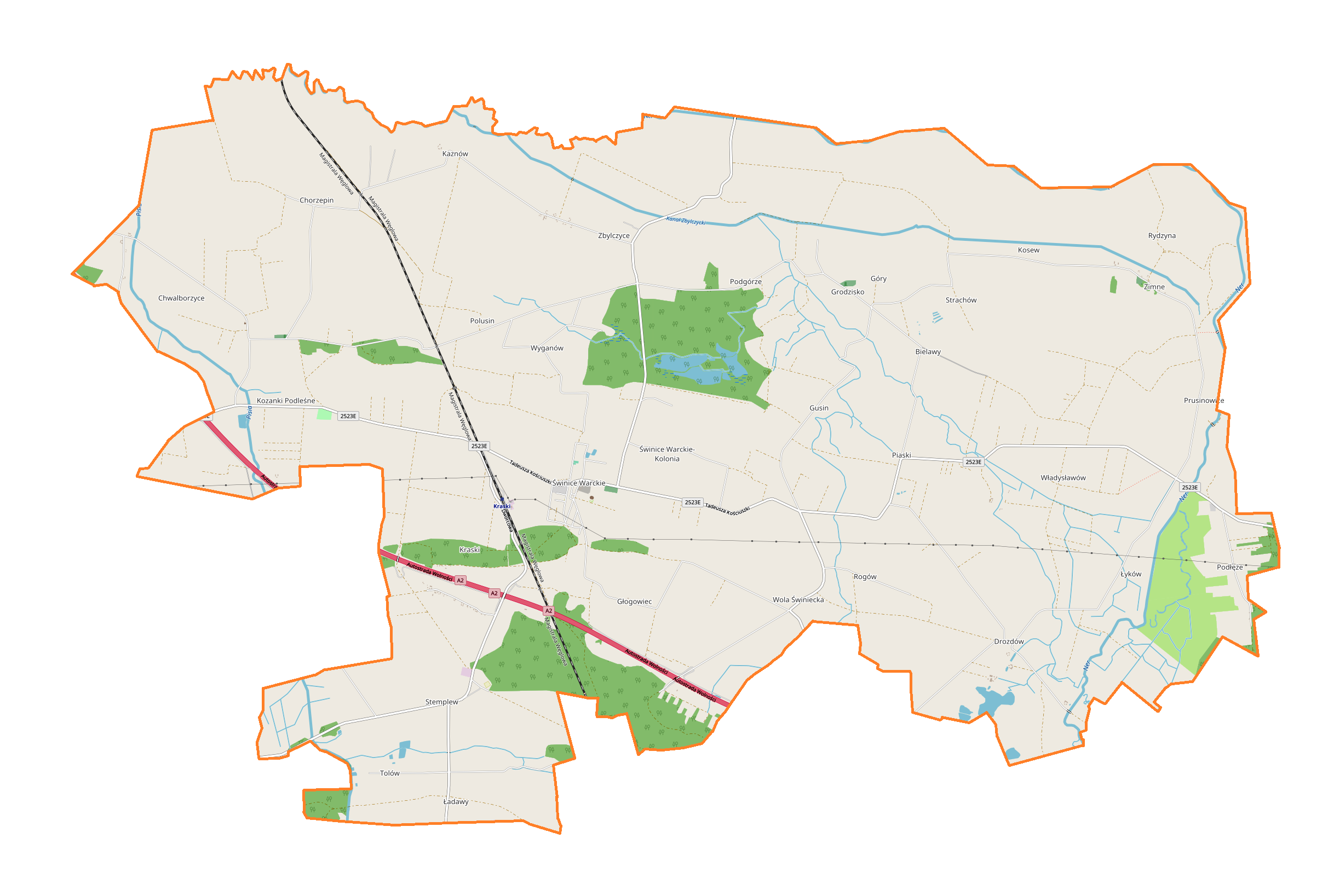
Karte der Gemeinde

Die Gemeinde liegt im Nordwesten der Woiwodschaft und grenzt dort an die Woiwodschaft Großpolen. Die Kreisstadt Łęczyca (deutsch Lenczyca oder Lentschitza) liegt zehn Kilometer östlich, Łódź (Lodz) etwa 40 Kilometer südöstlich und Warschau 140 Kilometer nordöstlich. Nachbargemeinden sind im Powiat Łęczycki Grabów im Nordosten und Łęczyca im Osten, im Powiat Poddębicki Wartkowice im Süden und Uniejów im Westen sowie im Powiat Kolski Dąbie im Nordwesten. Die Gemeinde hat eine Fläche von 93,5 km², von der 82 Prozent land- und 7 Prozent forstwirtschaftlich genutzt werden. Ihr Gebiet ist mit 42 Einwohnern/km² dünn besiedelt. Die Landschaft gehört zur großpolnischen Tiefebene. Der Ner durchzieht den Osten des Gemeindegebiets und bildet die nördliche Grenze der Landgemeinde. Weitere Gewässer sind seine Zuflüsse Kanał Zbylczycki im Norden und die Pisia im Westen der Gemeinde. Daneben bestehen Fischteiche.

## Geschichte
Während der deutschen Besetzung Polens im Zweiten Weltkrieg kam das Gemeindegebiet bis 1945 zum Landkreis Turek im Reichsgau Wartheland. Für kurze Zeit wurden die Orte umbenannt. Świnice Warckie erhielt 1943 den offiziellen Namen Schwinitz.
Die Landgemeinde Świnice wurde 1937 aus der Wola Świniecka und Teilen anderer Gemeinden gebildet. Sie wurde 1954 in Gromadas zerschlagen und zum 1. Januar 1973 im Powiat Turecki alten Zuschnitts in der ehemaligen Woiwodschaft Posen wieder gebildet. Von 1975 bis 1998 gehörte die Gemeinde zur Woiwodschaft Konin. Der Powiat war in dieser Zeit aufgelöst. Die Landgemeinde kam 1999 an den Powiat Łęczycki der Woiwodschaft Łódź im gegenwärtigen Gebietszuschnitt. Wójt ist seit den Kommunalwahlen im April 2024 Sylwia Bartczak (PIS), die den ersten Wahlgang mit 55,97 Prozent der Stimmen gewann.

## Gliederung
Zur Landgemeinde (gmina wiejska) Świnice Warckie gehören die 22 folgenden Dörfer mit Schulzenamt (sołectwo), denen weitere Orte ohne Schulzenamt zugeordnet sind:
Bielawy
Chorzepin
Chwalborzyce
Drozdów
Głogowiec
Grodzisko
Gusin
Kaznów
Kosew
Kozanki Podleśne
Kraski
Parski
Piaski
Podłęże
Rogów
Stemplew
Świnice Warckie
Świnice Warckie-Kolonia
Tolów
Władysławów
Wola Świniecka
Zbylczyce
Kleinere Dörfer der Gemeinde sind den Schulzenämtern zugeordnet: Ładawy, Łyków, Podgórze, Polusin, Rydzyna, Strachów, Wyganów und Zimne. Siedlungen sind Miecanki und Wola-Olesin, ein Weiler ist Stemplew. Wohnplätze mit amtlicher Ortskennung SIMC sind: Chęcin, Chorzepinek, Hektary, Holendry, Kaznówek, Margaska, Miniszew, Odrada, Pieńki, Piotrówka, Pustki, Stawiszynek, Wylazłów und Zagórze.

## Wirtschaft
Der führende Produktionszweig der Gemeinde ist die Landwirtschaft auf der Grundlage einzelner landwirtschaftlicher Betriebe. Neben dem klassischen Pflanzenbau und der Tierzucht gibt es zahlreiche Gemüse- und Obstanbaugebiete. Die Forstwirtschaft umfasst sowohl staatliche als auch private Wälder.

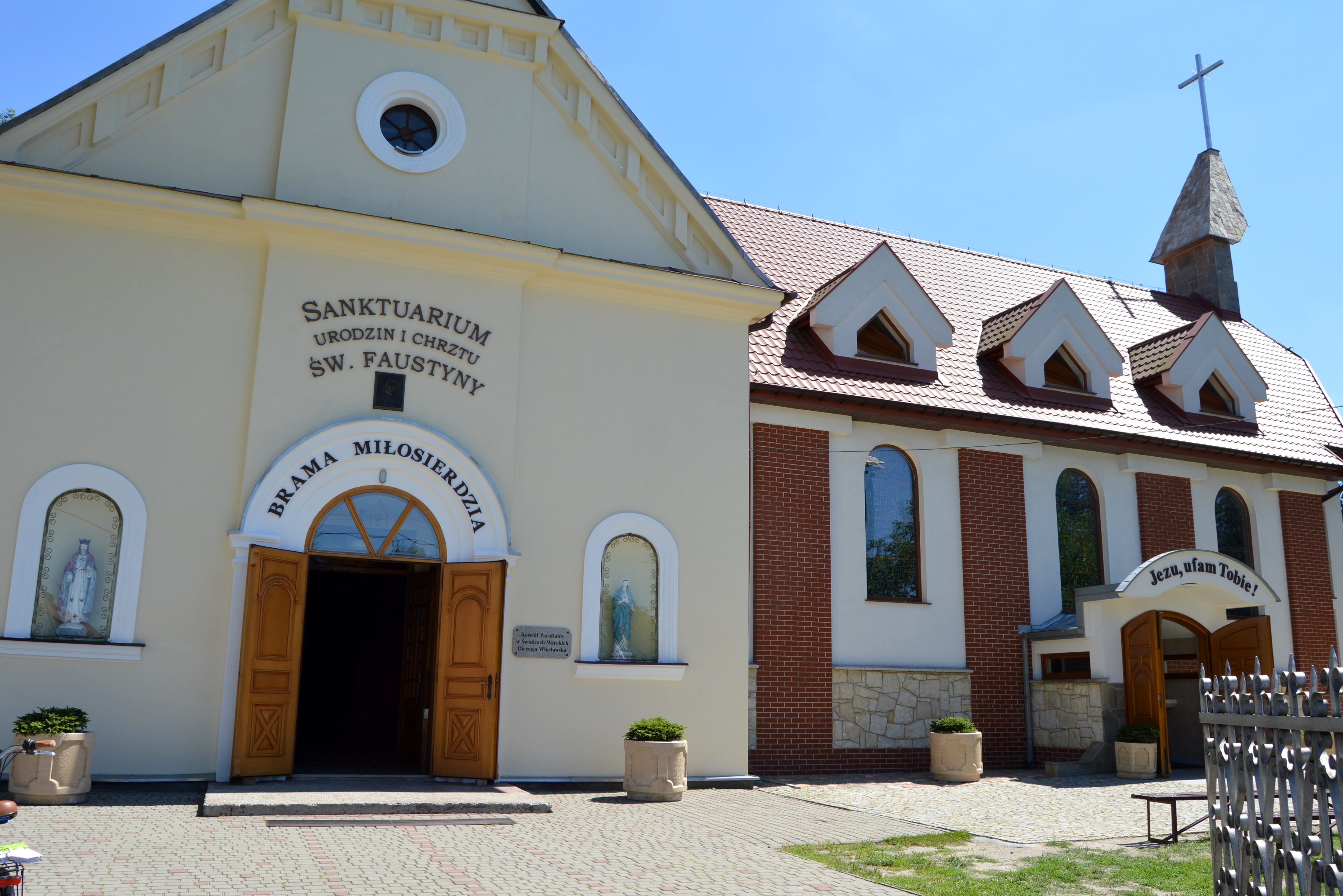
Sanktuarium St. Kazimir in Świnice Warckie, 2016

Von großer Bedeutung für die Gemeinde ist Verehrung der Heiligen Maria Faustyna Kowalska. Jedes Jahr kommen mehrere tausend Pilger aus verschiedenen Teilen Polens und der Welt hierher. Das kleine Geburtshaus in Głogowiec, wo sie mit acht Geschwistern aufwuchs, ist ein Museum. Die Pfarrkirche St. Kazimir in Świnice Warckie, in der Helena Kowalska getauft wurde und ihre erste Kommunion empfing, wurde 2002 in den Rang eines Diözesanheiligtums erhoben.
Die Gemeinde ist bestrebt, den Tourismus zu entwickeln. Es gibt fünf markierte Wanderwege, darunter drei Radwege. Die Gemeinden am Ner haben sich zusammengeschlossen, um Kajaktouren anzubieten.

## Verkehr
Die Autobahn A2 verläuft durch das Gemeindegebiet. Eine Powiatstraße führt von Świnice Warckie über die Woiwodschaftsstraße DW263 nach Dabie und zur Autobahn A2. Eine weitere Straße führt von Świnice Warckie zur Woiwodschaftsstraße DW703 und nach Łęczyca.
Der Betriebsbahnhof Kraski (1943–1945 Buntfeld) an der Bahnstrecke Chorzów–Tczew (Königshütte–Dirschau, auch „Kohlenmagistrale“ – Magistrala węglowa genannt) liegt im Gemeindegebiet. Der Personenverkehr wurde 2012 eingestellt.
Der nächste internationale Flughafen ist Łódź.

## Persönlichkeiten
- Maria Konopnicka (1842–1910); die Schriftstellerin lebte und arbeitete von 1872 bis 1877 in dem noch bestehenden Herrenhaus im Dorf Gusin. Sie zog dort ihre sechs Kinder groß und verfasste ihre Gedichte Po burzy (Nach dem Sturm), Jaskółka (Die Schwalbe), Przed odlotem (Vor der Abreise) sowie die Anthologie Z łąk i pól (Aus Wiesen und Feldern). Als alleinerziehende Mutter gab sie das Landlebens auf und zog im Herbst 1877 nach Warschau.[10][11]
- Maria Faustyna Kowalska (1905–1938); die Ordensschwester und Mystikerin wird in der römisch-katholischen Kirche als Heilige verehrt.